# Serhij Olisarenko
Serhij Oleksijowytsch Olisarenko (ukrainisch Сергій Олексійович Олізаренко, wiss. Transliteration Serhij Olizarenko; * 9. September 1954 in Dolynska. Ukrainische SSR, Sowjetunion; † 18. Dezember 2024 in Odessa, Ukraine) war ein sowjetischer Hindernis- und Langstreckenläufer.

## Sportliche Laufbahn
1978 kam er bei den Crosslauf-Weltmeisterschaften in Glasgow auf den 69. Platz und schied bei den Leichtathletik-Europameisterschaften 1978 in Prag über 3000 m Hindernis im Vorlauf aus.
Bei den Olympischen Spielen 1980 in Moskau musste er im Halbfinale über 3000 m Hindernis wegen einer Verletzung aufgeben.
1979 heiratete er die Mittelstreckenläuferin und spätere Olympiasiegerin Nadeschda Muschta und hatte mit ihr eine Tochter.

## Persönliche Bestzeiten
- 10.000 m: 28:35,0 min, 18. Juli 1978, Vilnius
- 3000 m Hindernis: 8:24,0 min, 1. Juli 1978, Dortmund